# Benzoïne
Benzoïne is een organische aromatische verbinding met een vanilleachtige geur. Het is het eenvoudigste aromatische hydroxyketon (dit is een stof die zowel een hydroxyl- als een ketongroep heeft).
Benzoïne is een chirale stof, waarvan zowel het racemisch mengsel als de zuivere enantiomeren R- en S-benzoïne verkrijgbaar zijn.
De naam benzoïne wordt ook gebruikt voor andere aromatische hydroxyketonen met de algemene formule R1-CHOH-CO-R2, waarin R1 en R2 niet enkel een fenylgroep maar ook een andere cyclische aromatische groep, al dan niet gesubstitueerd, kan zijn.

## Synthese
Benzoïne wordt gevormd uit benzaldehyde in aanwezigheid van een cyanide-katalysator in de zogenaamde benzoïnecondensatie.

## Toepassingen
Benzoïne wordt gebruikt als fotokatalysator of foto-initiator voor polymerisatiereacties. Het is de grondstof voor de synthese van benzil via oxidatie met salpeterzuur of een andere geschikte oxidator.
Verder wordt benzoïne aangewend als aromastof in levensmiddelen.